# Павароло
Павароло (італ. Pavarolo, п'єм. Pavareul) — муніципалітет в Італії, у регіоні П'ємонт,  метрополійне місто Турин.
Павароло розташоване на відстані близько 520 км на північний захід від Рима, 11 км на схід від Турина.
Населення — 1136 осіб (2014).
Покровитель — San Secondo.

## Демографія
Населення за роками:

Станом на 1 січня 2023 року в муніципалітеті офіційно проживало 69 іноземців з 17 країн, серед них 38 громадян країн Євросоюзу.

## Сусідні муніципалітети
- Бальдіссеро-Торинезе
- Кастільйоне-Торинезе
- К'єрі
- Гассіно-Торинезе
- Монтальдо-Торинезе